# Blupi
Blupi (en français : [blɥpi]) est un personnage de jeu vidéo emblématique des ordinateurs Smaky, conçus et commercialisés par l'entreprise suisse Epsitec. D'abord nommé Toto, il est renommé Blupi pour les marchés internationaux (puis encore renommé Eggbert spécifiquement pour les marchés anglophones) et apparaît pour la première fois dans un jeu vidéo en 1988 dans Toto à la maison. Il sera le personnage principal d'une dizaine de jeux, la plupart adaptés ensuite pour les systèmes d'exploitation DOS, puis Windows. Ces jeux diffèrent les uns des autres par leurs genres (ludo-éducatif, point and click, plateforme, puzzle, gestion, stratégie temps réel) et leurs modes de visualisation (2D vue latérale, 3D isométrique).

## Origine du personnage
Blupi est créé en 1974 par Daniel Roux dans une bande dessinée intitulée « La guerre des Blup ». On le retrouve dès 1979 pour illustrer la documentation des logiciels des Smaky. Il devient rapidement la mascotte de la marque. Son apparence est simple, il est ovoïde et a de grands yeux. D'abord dessiné en noir et blanc, il est jaune dans les documents et les jeux plus récents.

## Évolution des jeux Blupi
Les jeux Blupi sont d'abord développés dans le but d'accompagner les enfants en bas âge, puis un peu plus grands, dans la découverte de l'alphabet, du calcul et de la motricité informatique. Daniel Roux avait déjà programmé quelques jeux vidéo avant Toto à la maison, notamment un casse-brique. Avec le temps, les jeux Blupi s'éloignent du genre ludo-éducatif pour proposer des jeux de réflexion (Planète Blupi) ou d'aventure (Speedy Blupi (en)). À plusieurs reprises, les jeux de la série Blupi sont envoyés aux clients en guise de cadeau de Noël. En 1997, Daniel Roux déclare dans Le Nouveau Quotidien : 

« Au départ, Blupi était une juxtaposition de petits didacticiels qui devaient enseigner des choses aux tout-petits. Maintenant c'est un jeu en soi, plus complexe et attrayant. »

En effet, les jeux sont développés pour accompagner ses enfants dans leur apprentissage. Ils sont ses premiers bêta-testeurs. On observe que les jeux vidéo de la série évoluent dans leur teneur et leurs contenus au fur et à mesure que ceux-ci grandissent. Planète Blupi par exemple, un jeu de gestion significativement plus complexe que les premiers jeux de la série, est inspiré d'Age of Empires, que l'auteur appréciait à cette époque.
Daniel Roux travaille ensuite sur les jeux vidéo Colobot (2001) puis BuzzingCars (2002) (dans lequel Blupi fait une rapide apparition), avant de revenir une dernière fois à Blupi avec Blupimania 2 (2003).
Daniel Roux n'a jamais cessé de participer au développement de logiciels non ludiques et contribue notamment au développement du logiciel de gestion Cresus, qui deviendra la principale activité de l'entreprise Epsitec. Depuis, celle-ci ne produit plus de jeux vidéo. À propos du développement de jeux vidéo par l'entreprise Epsitec, Cathi Nicoud, alors directrice, affirmait en 2001 : 

« Cette activité [créer un jeu vidéo] n'est de loin pas rentable. On la pratique pour se diversifier, pour se faire plaisir et parce qu'on en a les moyens. Mais je doute que l'on puisse en vivre dans notre pays. »

Il aura fallu ensuite encore quelques années et notamment une forme de démocratisation des accès à la création et à la vente des jeux vidéo durant la décennie 2000 pour que cette observation soit contredite.

## Adaptations pour DOS et Windows
Dès 1993, la majorité des jeux Blupi sortis sur Smaky connaissent un portage sur les systèmes d'exploitation DOS et Windows,,. Ces portages diffèrent généralement des versions originales par leur esthétique. Les derniers jeux réalisés ne connaissent pas de version Smaky. Si tous les jeux ont été développés en Suisse par Epsitec, les portages sont, eux, réalisés en Pologne ou en République tchèque.[réf. souhaitée]

## Héritage
Les jeux Blupi ont été traduits en près de vingt langues[réf. souhaitée]. Planète Blupi est distribué en France par Microfolie's, tandis que l'entreprise eGames (en) distribue Speedy Eggbert (en) aux États-Unis. Speedy Eggbert bénéficia d'une distribution à grande échelle grâce à des partenariats avec les entreprises Burger King ou encore Walmart[réf. souhaitée]. Il s'écoula plus de 100 000 exemplaires de ce jeu dans le monde.
Plusieurs jeux vidéo de la franchise Blupi contenaient des éditeurs de niveaux, à une époque où il était rare d'en trouver dans les jeux. Ceux-ci ont contribué à la popularité des jeux vidéo Blupi.
Aujourd'hui, Mathieu Schroeter œuvre à la mise à disposition des sources des jeux Blupi. Il travaille notamment à rendre ces jeux jouables sur des systèmes d'exploitation contemporains, et maintient une plateforme réunissant tous ces efforts. Ce travail en cours vise à rendre certains jeux de Daniel Roux disponibles en open source.

## Liste des jeux vidéo Blupi
| Titre                       | Smaky | DOS        | Windows | Windows Phone | macOS et Linux | Android | Navigateur | Titres alternatifs                                                  |
| --------------------------- | ----- | ---------- | ------- | ------------- | -------------- | ------- | ---------- | ------------------------------------------------------------------- |
| Toto à la maison            | 1988  | 1993       | 1999    |               |                |         |            | Blupi à la maison, Blupi zu Hause, Blupi at Home                    |
| Toto à la campagne          | 1988  |            |         |               |                |         |            |                                                                     |
| Toto s'amuse                | 1990  | 1994-1995, | 2000    |               |                |         |            | Blupi s'amuse, Toto Has Fun, Spass mit Blupi, Fun with Blupi        |
| Toto se promène             | 1991  | 1994-1995, |         |               |                |         |            | Blupi se promène, Blupi geht spazieren, Blupi's Travels             |
| Toto apprend le vocabulaire | 1992  |            |         |               |                |         |            | Toto Learns Vocabulary                                              |
| Toto explorateur            | 1993  | 1994-1995  |         |               |                |         |            | Blupi explorateur, Blupi im Schloss, Blupi Explorer, Blupi's castle |
| Blupimania                  | 1994  | 1994-1996  | 2023    |               | 2023           |         |            |                                                                     |
| Planète Blupi               |       |            | 1997    |               | 2017           |         |            | Planet Blupi                                                        |
| Speedy Blupi (en)           |       |            | 1998    | 2013          |                |         |            | Speedy Eggbert                                                      |
| Speedy Blupi II             |       |            | 2001    | 2013          |                |         |            | Speedy Eggbert II                                                   |
| Blupimania II               |       |            | 2003,   |               |                |         |            |                                                                     |
| Blupi is Back               |       |            | 2024    |               |                | 2024    | 2024       |                                                                     |